# Trémilly
Trémilly ist eine französische Gemeinde mit 83 Einwohnern (Stand: 1. Januar 2022) im Département Haute-Marne in der Region Grand Est. Sie gehört zum Kanton Joinville und zum Arrondissement Saint-Dizier. 

## Lage
Die Gemeinde liegt am Fluss Ceffondet. Sie ist umgeben von folgenden Nachbargemeinden:
| Ceffonds        | Thilleux                                    | Sommevoire |
| Soulaines-Dhuys | Kompassrose, die auf Nachbargemeinden zeigt | Nully      |
|                 | Thil                                        |            |

## Geschichte
Von 1972 bis 2004 bildeten Nully und Trémilly die Gemeinde Nully-Trémilly.

## Bevölkerungsentwicklung

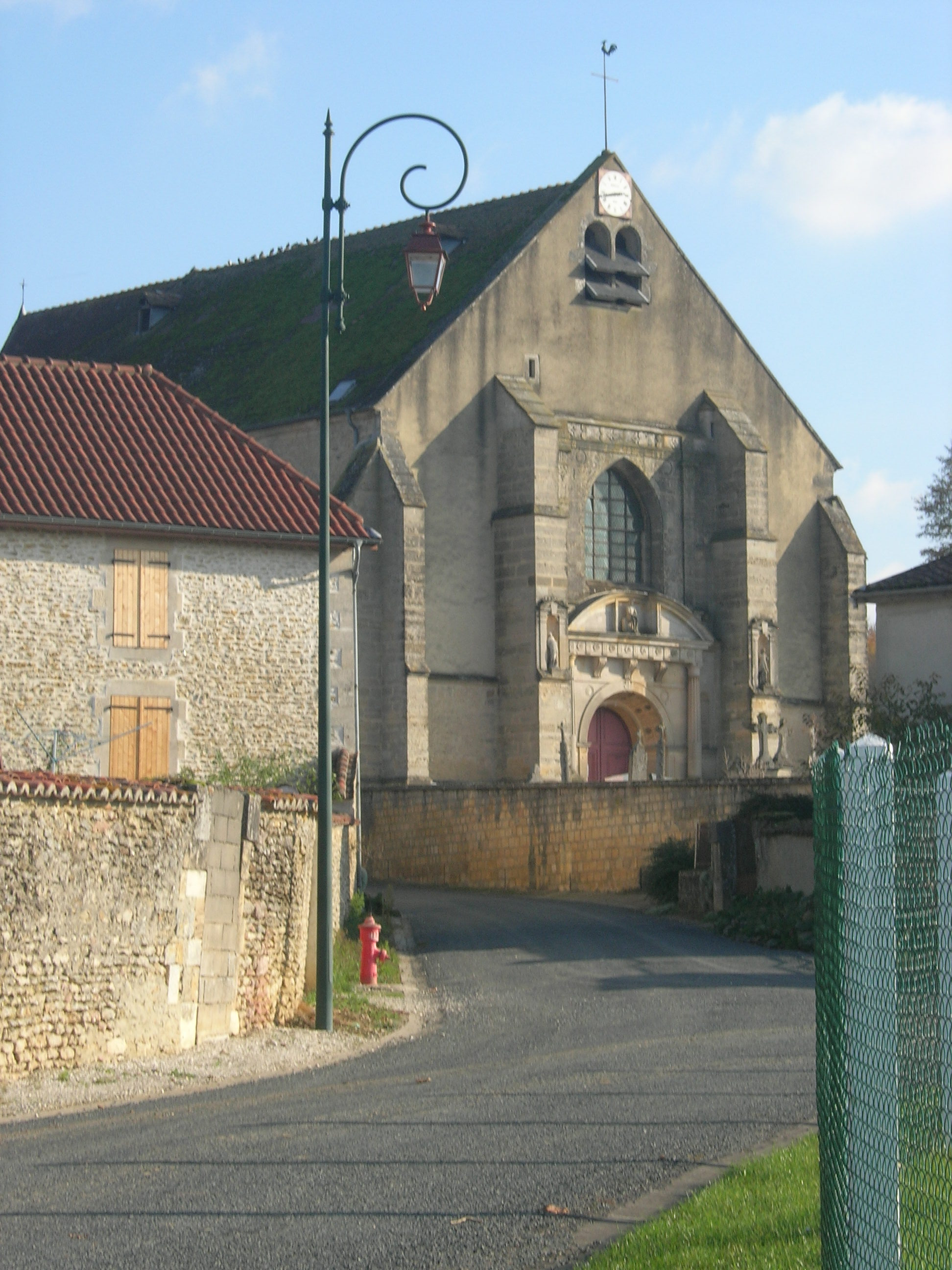
Kirche Saint-Martin, Monument historique seit 1909

| Jahr                       | 1962 | 1968 | 1975 | 1982 | 1990 | 1999 | 2008 | 2019 |
| -------------------------- | ---- | ---- | ---- | ---- | ---- | ---- | ---- | ---- |
| Einwohner                  | 119  | 133  | 105  | 111  | 76   | 81   | 88   | 85   |
| Quellen: Cassini und INSEE |      |      |      |      |      |      |      |      |